# Uran
Urán (latinsko uranium) je kemični element, ki ima v periodnem sistemu simbol U in atomsko število 92. Ta težek, srebrno-bel, strupen, kovinski, naravno radioaktiven element pripada skupini aktinidov. Njegov izotop uran-235 se uporablja kot gorivo v jedrskih reaktorjih in jedrskem orožju. Uran navadno najdemo v zelo majhnih količinah v kamninah, prsti, vodi, rastlinah in živalih (vključno z ljudmi). V naravi obstaja kot uran 238 (99.2739–99.2752%), uran 235 (0.7198–0.7202%) in v zelo majhnih količinah kot uran 234 (0.0050–0.0059%). Uran razpada počasi z alfa razpadom. Razpolovni čas za uran 238 je 4.47 milijarde let, za uran 235 pa 704 milijonov let.. Uran 235 je edini material v naravi, ki se cepi (fisija). Uran 238 postane cepilen, če sprejme hitre nevtrone, ki ga transmutirajo v plutonij 239. Če sprejme torijeve nevtrone, transmutira v uran 233, ki je tudi cepilen. Oba izotopa urana sta pomembna energetska vira v jedrski tehniki, s tem da je uran 235 v naravi prisoten v relativno majhnih količinah.
Element je leta 1789 odkril Martin Heinrich Klaproth, ki ga je poimenoval po planetu Uranu. Eugène-Melchior Péligot ga je kot prvi izoliral, njegove radioaktivne lastnosti pa je leta 1896 odkril Henri Becquerel. Raziskovanje Enrica Fermija in drugih je privedlo od uporabe urana v jedrskih reaktorjih in atomski bombi.

## Značilnosti
V prečiščenem stanju je uran srebrno bela, šibko radioaktivna kovina. Ima  trdoto po Mohsu 6, ki zadostuje za praske stekla in je približno enaka trdoti titana, rodija, mangana in niobija. Je koven material, duktilen, rahlo paramagneten, močno elektropozitiven in slab prevodnik elektrike. Uran ima zelo visoko gostoto 19.1 g/cm3, je gostejši od svinca (11.3 g/cm3), a nekoliko redkejši od volframa in zlata (19.3 g/cm3).
Kovinski uran reagira s skoraj vsemi nekovinskimi elementi (z izjemo žlahtnih plinov) in njihovimi spojinami, reaktivnost mu narašča s temperaturo. Solna in solitrna kislina ga raztapljata, vendar kisline, ki ne oksidirajo – z izjemo solne kisline –  element načenjajo zelo počasi. Fino dispergiran lahko reagira z mrzlo vodo; na zraku se kovinski uran prevleče s temno plastjo uranovega oksida. Uran se iz rude pridobiva po kemični poti, pri čemer se pretvori v uranov dioksid ali druge v industriji uporabne kemične oblike.
Uran 235 je bil prvi izotop, za katerega so ugotovili, da se lahko cepi. Če uran 235 bombardiramo s počasnimi nevtroni, v večini primerov njegovi atomi razpadejo v dvoje manjših jeder, pri čemer sproščajo v jedru vezano energijo in dodatne nevtrone. Če te dodatne nevtrone absorbirajo druga jedra urana 235, pride do verižne jedrske reakcije, ki ima za posledico izbruh toplote ali (v posebnih okoliščinah) eksplozijo. V jedrskem reaktorju verižno reakcijo umetno upočasnimo in nadzorujemo s strupom za elektrone, ki absorbira nekaj prostih nevtronov. Takšni, za nevtrone vpojni materiali so pogosto sestavina reaktorskih kontrolnih palic.
Za atomsko bombo iz urana 235 je potrebnih 7 kg urana 235. Prva v vojni odvržena atomska bomba, Little Boy, je bila zasnovana na cepitvi urana, testna jedrska bomba (The Gadget) in bomba, ki je uničila Nagasaki (Fat Man), pa sta uporabljali plutonij.
Kovinski uran ima tri alotropne oblike:
- α (ortorombsko), ki je stabilna do temperature 660 °C,
- β (tetragonalno), ki je stabilna od temperature 660 °C do 760 °C,
- γ (telesno centrirano), ki je stabilna od temperature 760 °C do tališča – in v tej obliki ga je najlaže obdelovati.

## Uporaba
Daleč največ urana se uporablja v jedrski tehniki za proizvodnjo električne energije ali jedrskega orožja. S popolno fisijo (cepitvijo) enega kilograma urana 235 pridobimo okrog 83 terajoulov energije (8,314×1013 joulov), kar ustreza približno 2000 tonam dizelskega goriva oziroma 3000 tonam črnega premoga. Nuklearna elektrarna Krško, ki ima toplotno moč 2000 MW (električno moč 696 MW), samo za delovanje potrebuje okrog 2,3 kg urana 235 dnevno, vendar je poraba v praksi manjša, saj cepitev urana 235 prispeva dve tretjini moči, zraven pa se cepi še  plutonij 239, ki se proizvaja v reaktorju in prispeva približno tretjino moči. Pri atomskih bombah se ne cepi ves material, predvsem zaradi hitre reakcije, vendar kljub temu dobimo velikansko količino energije.

## Bogatenje urana
Za uporabo v reaktorjih ali pa v atomski bombi moramo uran obogatiti – zvišati delež urana 235 z 0,72 % (v kakršnem je prisoten v naravnem uranu) na 3,7–5 %. Izjema so reaktorji CANDU, ki za gorivo uporabljajo naravni uran. Za reaktorje jedrskih podmornic, letalonosilk ali ruskih ledolomilcev je potreben visoko obogaten uran z 20–90% deležem izotopa 235. Pri reaktorjih, ki uporabljajo visokoobogateni uran, je ciklus obratovanja z enoto goriva daljši kot pri električnih jedrskih reaktorjih (kjer menjava goriva poteka na vsakih 18 mesecev), so pa zato veliko dražji za obratovanje. Za jedrsko bombo se uporablja obogaten uran z deležem izotopa 235 nad 80%.
Po bogatenju urana ostane sorazmerno veliko osiromašenega urana, sestavljenega iz urana 238, v njem ostane 0,2% urana 235, ki se ga ne izloči. Novejši jedrski reaktorji sicer omogočajo uporabo recikliranega goriva. Iz goriva, ki je že bilo uporabljeno v reaktorju, se reciklirata uran in plutonij in se z mešanjem s svežim uranom uporabita kot novo gorivo. Recikliranje izrabljenega goriva omogoča zmanjšanje radioaktivnih odpadkov, ponovno uporabo jedrskega goriva in zmanjšanje potrebe po svežem naravnem uranu. V prihodnosti pa bodo lahko osiromašeni uran uporabljali tudi v oplodnih reaktorjih (ga transmutirali v cepilne materiale) in tako uporabili tudi material, ki trenutno velja za odpadek.

## Osiromašeni uran
Osiromašeni uran se zaradi velike gostote (19050 kg/m3), ki je večja od svinca, uporablja za protioklepne in protitankovske naboje. Američani so ga uporabljali za 30 mm hitrostrelno orožje Gatling in protitankovske granate v tankih M1 Abrams. Osiromašeni uran so uporabljali tudi kot oklep na istem tanku. Naboj iz osiromašenega urana se ob zadetku deformira tako, da še vedno ostane oster (ang. self-sharpening). Njegova uporaba pa predstavlja biološko nevarnost, saj naboj po zadetku zgori in se spremeni v prah, ki je nevaren, če ga vdihnemo.

## Uran v Sloveniji
V Sloveniji so med letoma 1981 in 1990 kopali uranovo rudo v rudniku urana v Žirovskem vrhu, od leta 1984 so proizvajali tudi uranov koncentrat. Do prenehanja del so izkopali 633.000 ton uranove rude in proizvedli 452 ton uranovega oksida v obliki rumene pogače. Leta 1992 so rudnik zaprli, odtlej pa razgrajujejo naprave in dekontaminirajo okolico.

## Izpostavljenost človeka
Človek je uranu (ali radioaktivnim potomcem, kot je radon) izpostavljen z vdihavanjem prahu v zraku in uživanjem kontaminirane hrane in vode. Količina urana v zraku je tipično zelo majhna; izpostavljenost je povečana za delavce v tovarnah, kjer se proizvajajo fosfatna gnojila, ter prebivalce okolice objektov, kjer se proizvajajo ali testirajo jedrska orožja, modernih bojišč, kjer so se uporabljala orožja z osiromašenim uranom, termoelektrarn na premog ter objektov za izkop in predelavo uranove rude. Izpostavljenost radonu je povečana v hišah in drugih zgradbah nad nahajališči urana (bodisi naravnih ali odlagališčih žlindre).
Večina zaužitega urana se izloči s prebavo. Če je zaužiti uran vezan v netopno obliko, kot je uranov oksid, se ga absorbira le 0.5%, absorpcija bolj topnega iona uranil pa doseže tudi 5%. Vodotopne uranove spojine po navadi hitro zapustijo telo, netopne spojine pa ne, še posebej, če se kot prah vnesejo v pljuča, zato predstavljajo resnejše tveganje. Uran, ki vstopi v krvni obtok, se kopiči v kostnem tkivu zaradi uranove afinitete do fosfatov. Uran se ne absorbira preko kože, alfa delci, nastali ob razpadu urana, tudi ne prodrejo skozi kožo.

### Učinki in previdnostni ukrepi
Izpostavljenost uranu lahko vpliva na normalno delovanje ledvic, možganov, jeter, srca in ostalih organov, saj je kljub šibki radioaktivnosti uran strupena kovina in reproduktivni toksin. Radiološki efekti so večinoma krajevni, ker ima alfa sevanje, glavni razpadni kanal 238U, zelo kratek doseg in ne predre kože. V raziskavah na laboratorijskih živalih so ugotovili, da ioni uranil (UO22+), ki so med drugim v uranovem trioksidu ali uranil nitratu ter ostalih 6-valentnih uranovih spojinah, povzročajo genetske napake in napake imunskega sistema. Čeprav ni dokazanih primerov, da je izpostavljenost naravnemu ali osiromašenemu uranu neposredno povezana z rakom pri ljudeh, je izpostavljenost uranu in njegovim razpadnim produktom, zlasti radonu, že dolgo znana kot resna nevarnost zdravju. Izpostavljenost stronciju 90, jodu 131 in ostalim cepitvenim produktom ni povezana z izpostavljenostjo uranu, lahko pa do nje pride med medicinskimi postopki ali pri iztrošenem jedrskem gorivu.
Podobno je tudi z nenamerno izpostavljenostjo visoki koncentraciji uranovega heksafluorida - čeprav je pri vdihavanju tega plina prišlo do smrtnih žrtev, smrti povezujejo z nastankom zelo strupene fluorovodikove kisline in uranil fluorida in ne s samim uranom. Fino mlet uran v kovinski obliki predstavlja požarno nevarnost, saj je samovnetljiv; majhna zrnca se samodejno vžgejo na zraku že pri sobni temperaturi.
Zadostno zaščito pri rokovanju z uranom v kovinski obliki predstavljajo rokavice. Z uranovim koncentratom se rokuje in se ga shranjuje tako, da ni nevarnosti za zaužitje ali vdihovanje.

## Uran v okolju
Uran je šibko radioaktiven in ima dolg razpolovni čas (4.468 milijarde let za izotop uran 238). Njegov biološki razpolovni čas (povprečni čas, potreben, da človeško telo izloči polovico količine urana v telesu) znaša približno 15 dni. Ker pa je uran strupena kovina, lahko izpostavljenost uranu vpliva na normalno delovanje ledvic, možganov, jeter, srca in drugih organov. Uporaba osiromašenega urana (OU) za strelivo je kontroverzna zaradi morebitnih dolgoročnih vplivov na zdravje.

## Uran v naravi
Uran je v naravi prisoten v majhnih deležih v skalah, tleh in vodi. Je element z najvišjim vrstnim številom, ki ga na Zemlji v naravi najdemo v znatnih količinah. Po navedbah Znanstvenega komiteja ZN za vplive atomskega sevanja se običajna koncentracija urana v tleh giblje med 300 μg/kg do 11.7 mg/kg.
Uran velja za pogostejšega, kot so berilij, antimon, kadmij, zlato, živo srebro, srebro ali volfram, in približno enako pogostega kot kositer, arzen ali molibden. Nahaja se v mnogih mineralih, kot so uraninit (najbolj pogosta uranova ruda), otunit, uranofan, torbernit in kofinit. Znatne koncentracije urana je najti tudi v nekaterih virih fosfatov in mineralih, kot so lignit in monacitni pesek (iz teh virov se uran pridobiva komercialno).
Morska voda vsebuje približno 3.3 ppb masnega deleža urana ali 3.3 mikrograma na liter morske vode. Uran(VI) tvori vodotopne karbonatne komplekse. Preučevali so tudi že možnosti pridobivanja urana iz morske vode.